# Santa Lucía de Tirajana
Santa Lucía de Tirajana ist eine Gemeinde auf der Kanarischen Insel Gran Canaria. Sie hat 77.098 Einwohner (Stand: 2024). Sie liegt südlich von Las Palmas de Gran Canaria und nordöstlich von Puerto Rico. Die Nachbargemeinden sind Agüimes im Norden und San Bartolomé de Tirajana im Süden und Westen.

## Geographie
Das Gebiet der Gemeinde Santa Lucía de Tirajana ist schmal und länglich zugeschnitten und reicht von der Küste bis ins Inselinnere von Gran Canaria.
Der alte Ortskern ist ein Dorf in den Bergen, am oberen Ende eines Barrancos. Aufgrund der günstigen Lage ist dort genug Wasser vorhanden, sodass das Tal grün erscheint und Palmen wachsen können, und im Zentrum ein Park mit üppiger Vegetation angelegt werden konnte. Wo die Wasserversorgung nicht vorhanden ist, dominiert Ödland.
Vom alten Ortskern erstreckt sich das Gebiet der Gemeinde nach Südosten bis hinunter zum Atlantik, wo mehr Einwohner und Unternehmen angesiedelt sind als im Bergland. Das wirtschaftliche Zentrum und Bevölkerungsschwerpunkt der Gemeinde ist heute der Ortsteil Vecindario, der sich im Tiefland westlich der Autobahn entwickelt hat.

## Geschichte
Auf dem Gebiet von Santa Lucía befinden sich zahlreiche Höhlenbauten und die „Fortaleza de Ansite“ (‚Festung von Ansite‘), eine Höhlenanlage, die den Ureinwohnern bei den letztlich gescheiterten Aufständen gegen die Eroberung der Insel Gran Canaria zum Schutz vor den kastilischen Truppen diente. Die Höhlen dienten den Canarios nicht nur als Behausung, sondern auch als Gräber.

## Wirtschaft
Die wichtigsten wirtschaftlichen Aktivitäten sind der Handel, begleitet von der Landwirtschaft (unter anderem Früchte und Blumen, die hauptsächlich in Gewächshäusern wachsen). Ebenso ist der Tourismus wie auf der gesamten Insel ein Hauptwirtschaftszweig.

### Iglesia Santa Lucía de Tirajana

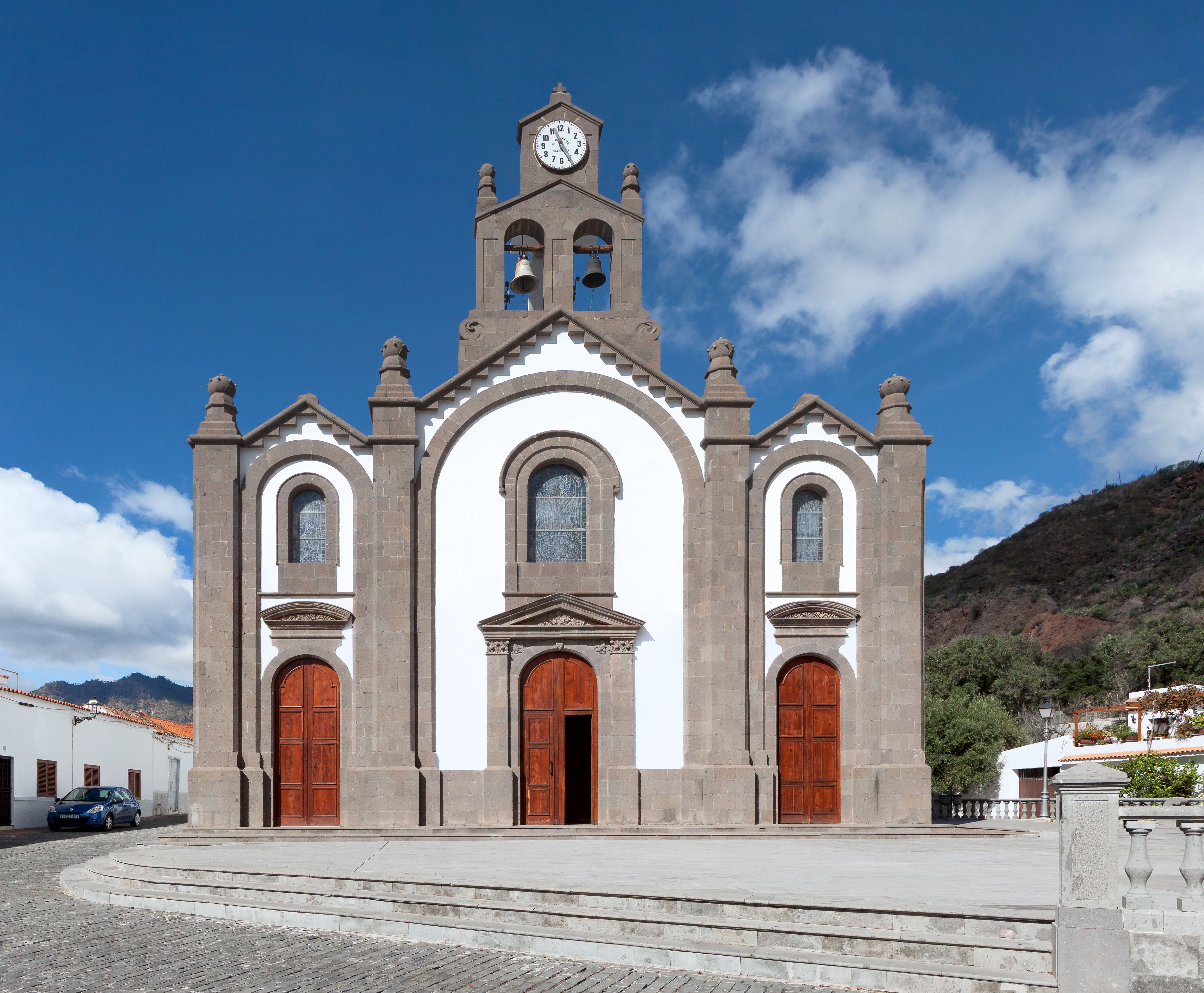
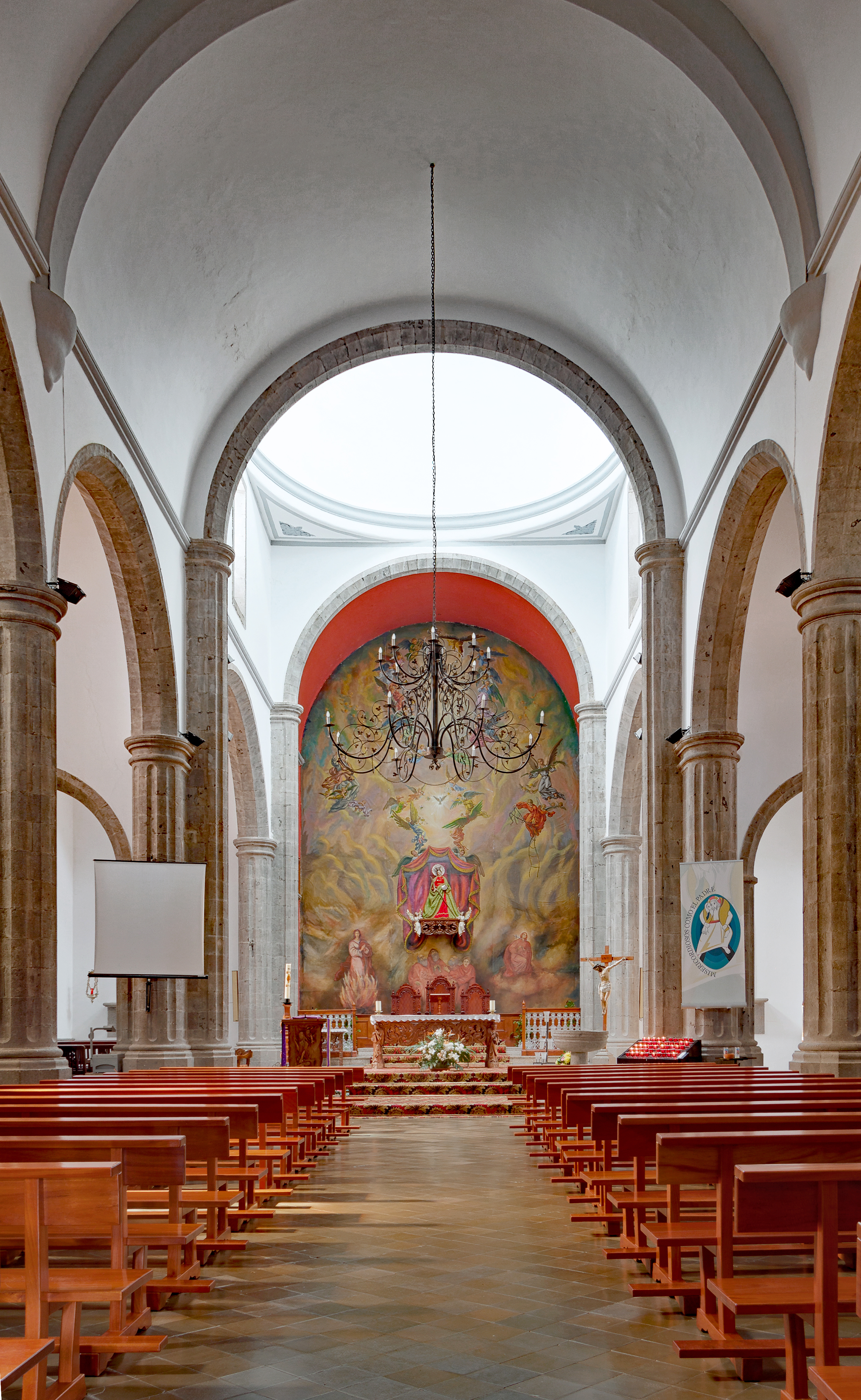
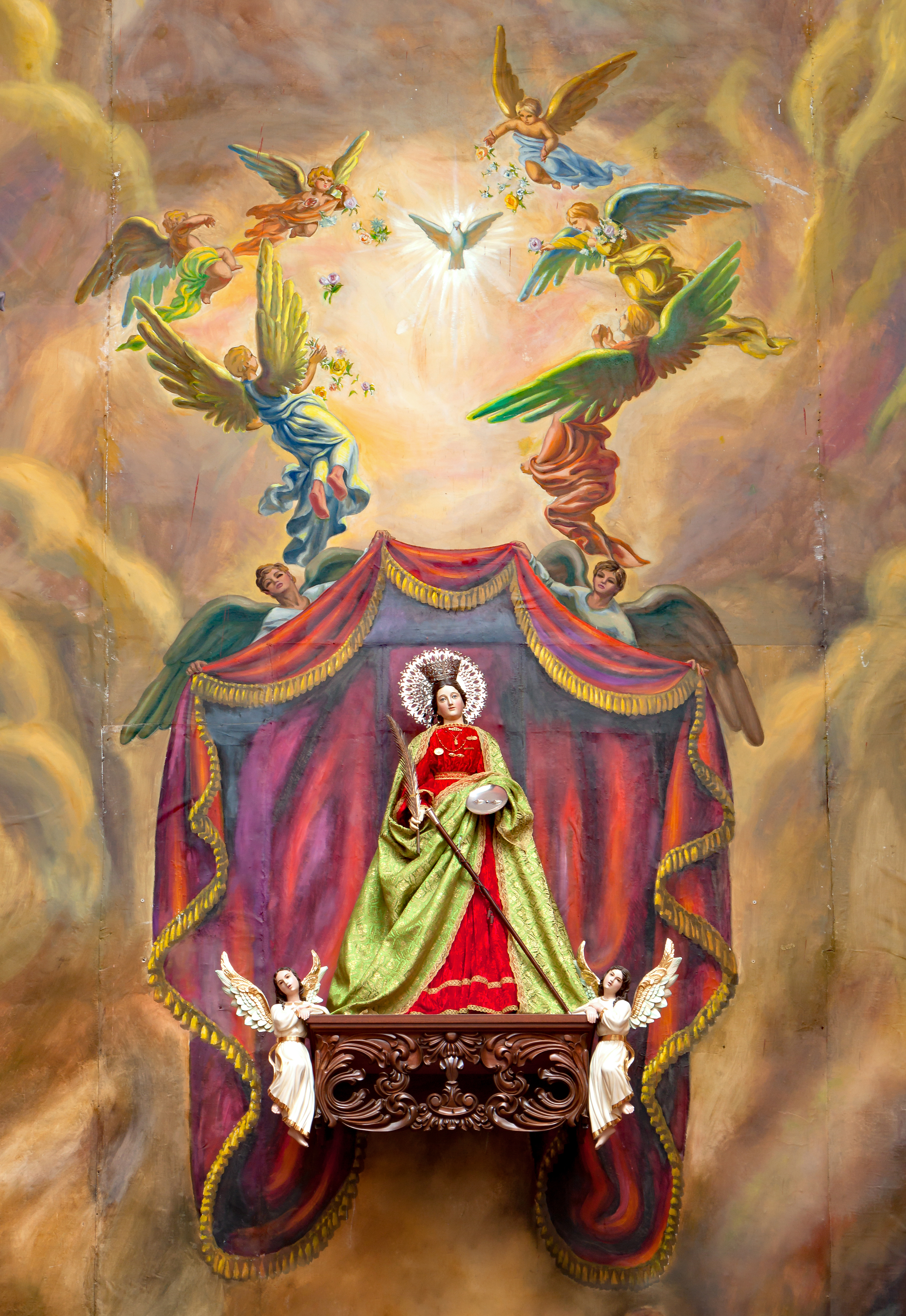

## Einwohnerentwicklung
| Jahr | Einwohner | Bevölkerungsdichte |
| ---- | --------- | ------------------ |
| 1991 | 33.059    | 537,0 Ew./km²      |
| 1996 | 40.127    | 651,8 Ew./km²      |
| 2001 | 47.653    | 774,0 Ew./km²      |
| 2005 | 56.268    | 914,0 Ew./km²      |
| 2007 | 58.335    | 947,6 Ew./km²      |
| 2019 | 73.328    | 1191,1 Ew./km²     |

## Bildergalerie

### Kunstwerke

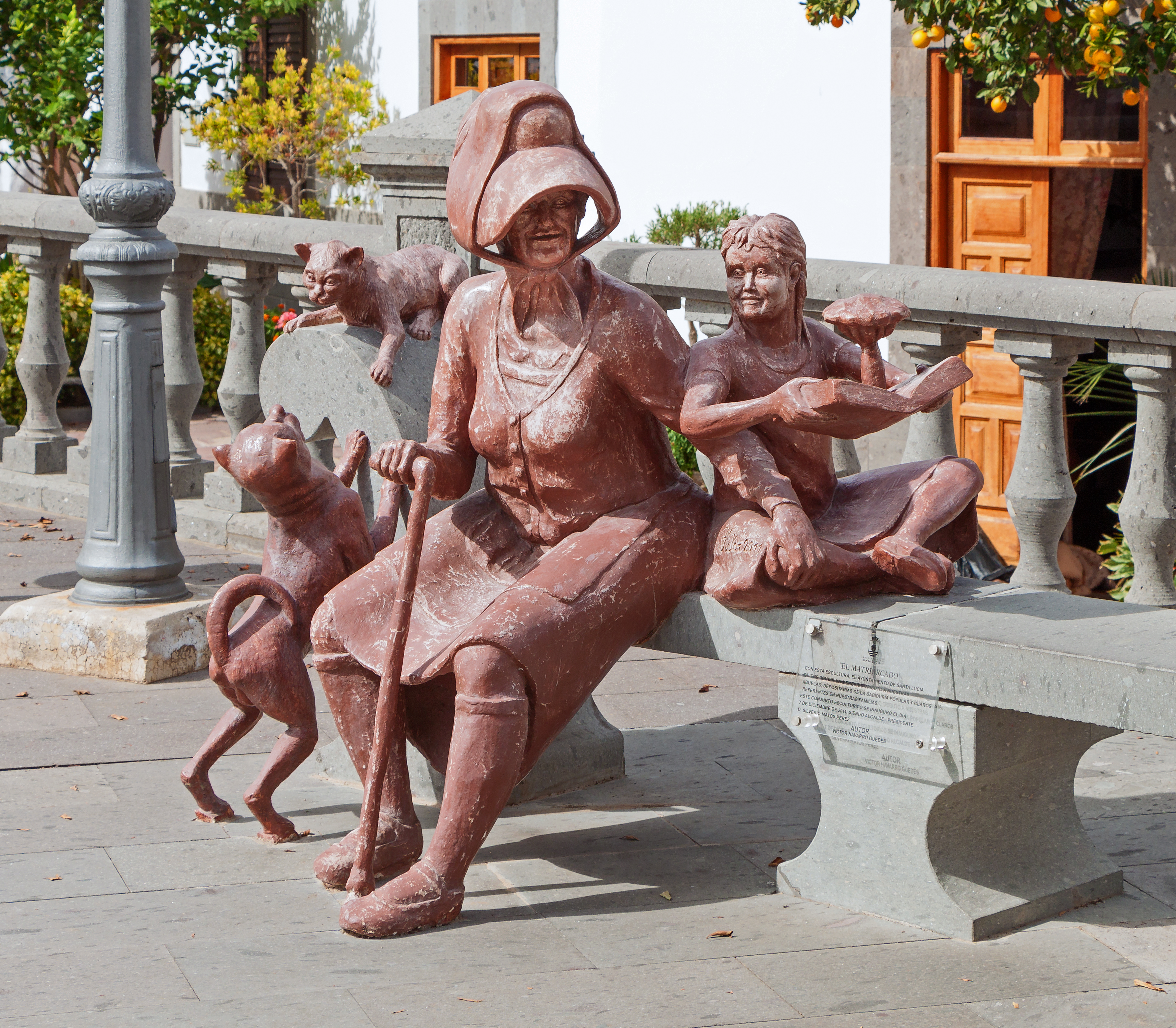
El Matriarcado
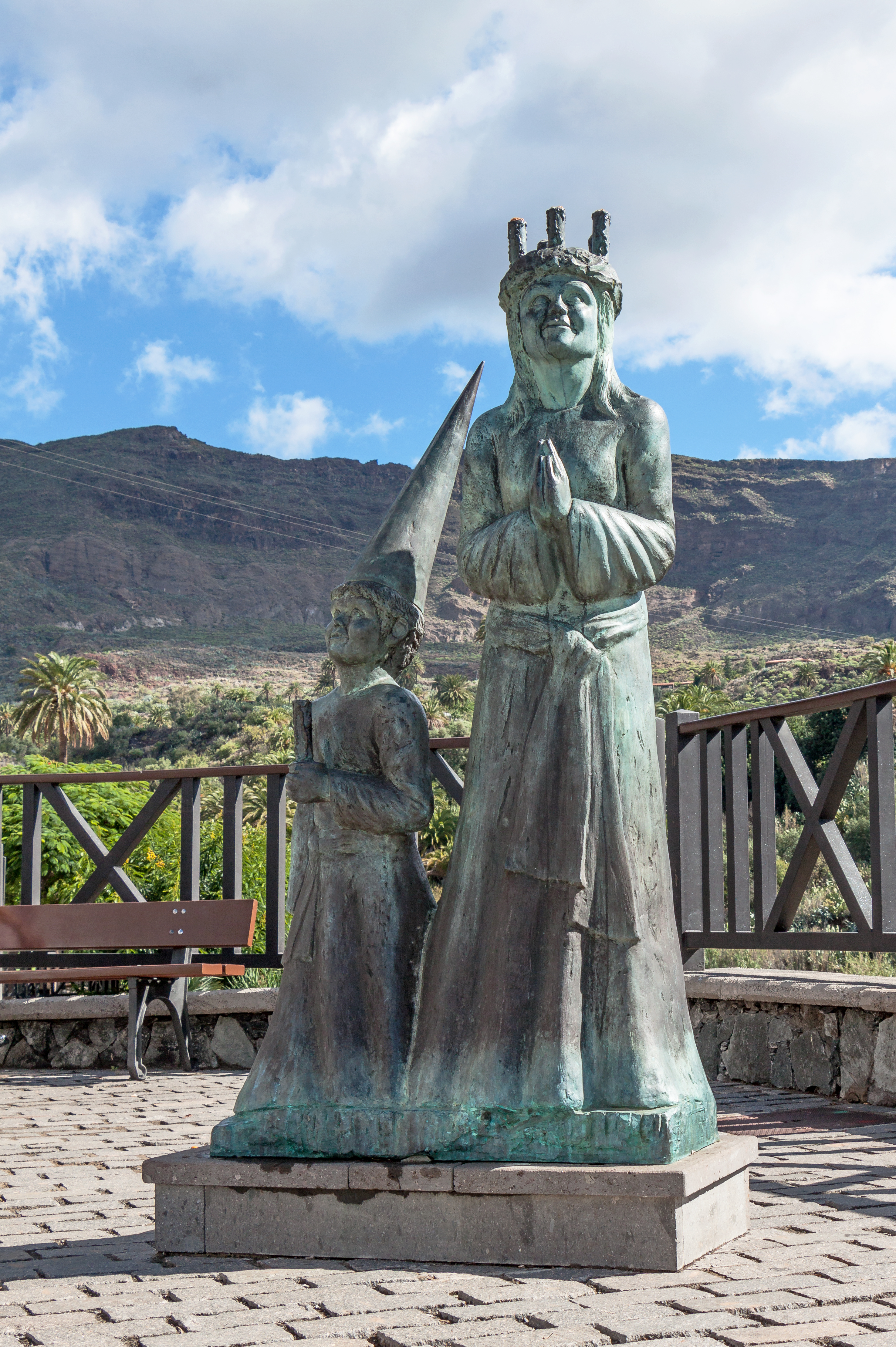
Lucy and Star Boy
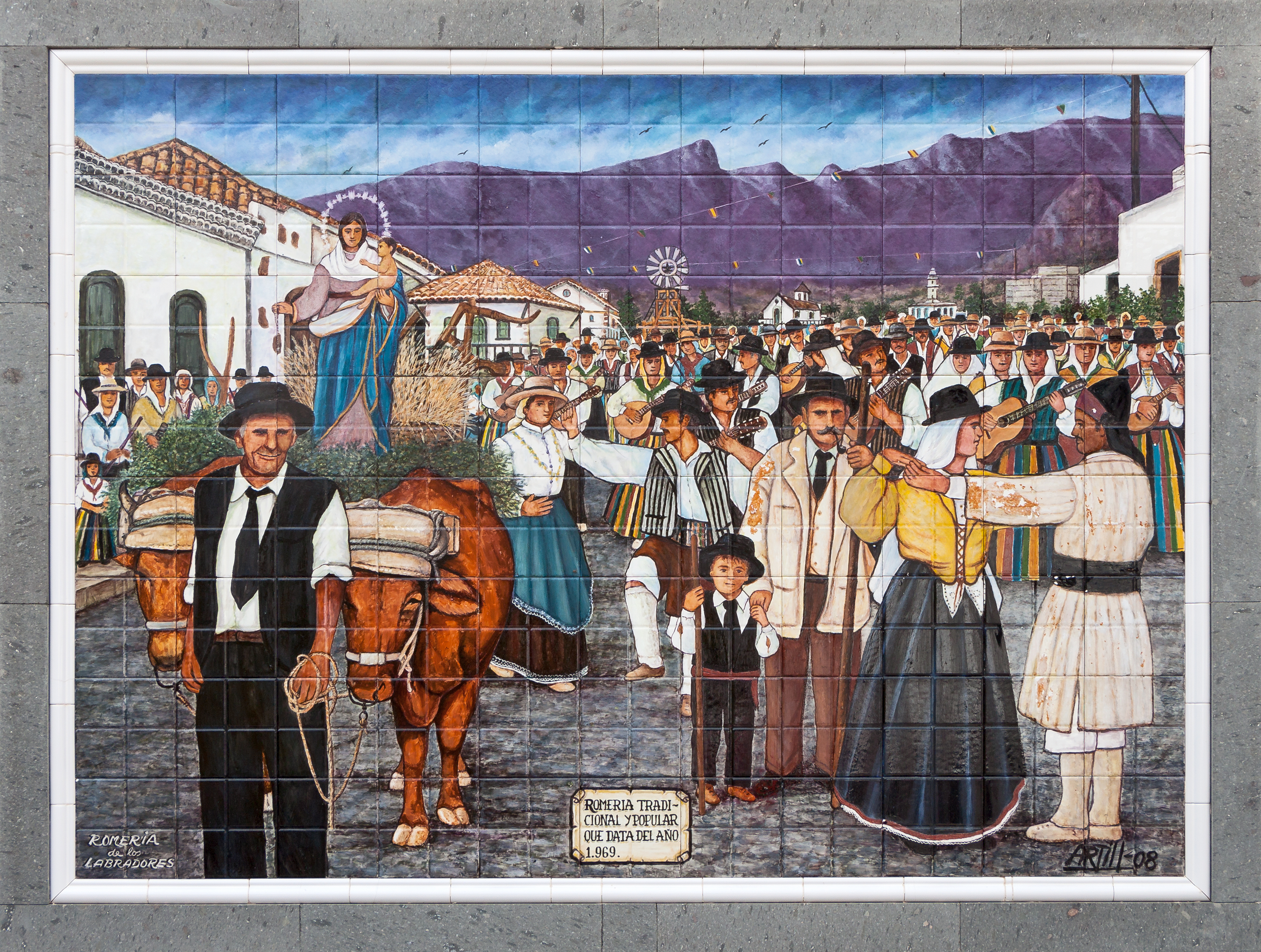
Romeria de los Labradores
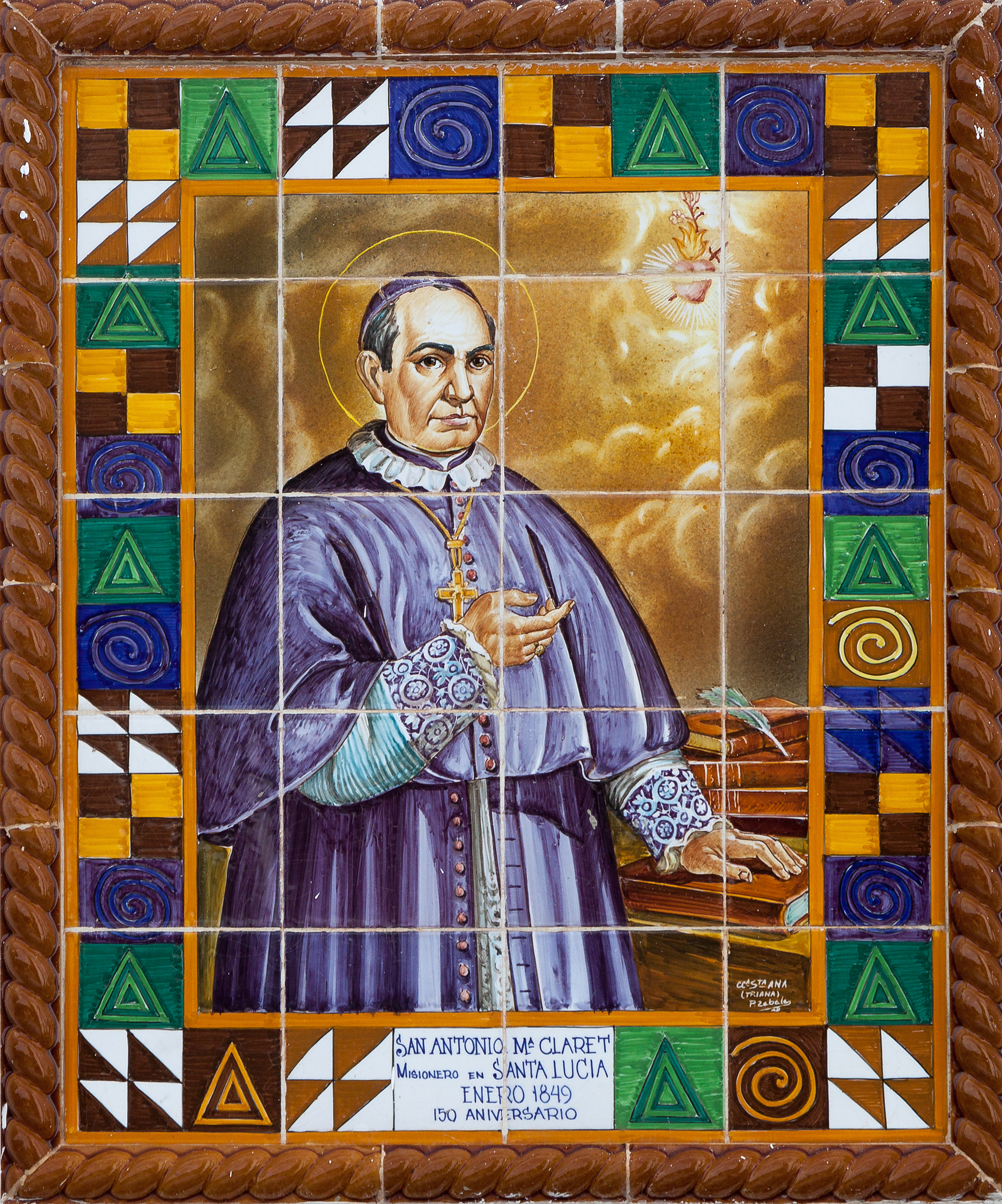
Antonius Maria Claret y Clará

## Persönlichkeiten
- Aridane Santana (* 1987), Fußballspieler
- Ángel López Ruano (* 1981), Fußballspieler